# Omar Diallo
Omar Diallo (Dakar, 28 settembre 1972) è un ex calciatore senegalese, di ruolo portiere.

## Carriera
Ha partecipato con la Nazionale senegalese ai Mondiali 2002.